# Tape Loop (singolo)
Tape Loop è un brano musicale del gruppo britannico Morcheeba, estratto nel 1996 come terzo singolo del loro primo album Who Can You Trust?.

## Tracce
1. Tape Loop - 4:24
- Japanese bonus track

15. Tape Loop (Shortcheeba Mix) – 3:49

## Charts
| Classifica (1996) | Posizione più alta |
| ----------------- | ------------------ |
| Regno Unito       | 42                 |